# Заболотье (Лельчицкий район)
Заболотье (бел. Забалоцце) — деревня в Дубровском сельсовете Лельчицкого района Гомельской области Беларуси.

## География

### Расположение
В 9 км на запад от Лельчиц, 74 км от железнодорожной станции Ельск (на линии Калинковичи — Овруч), 196 км от Гомеля.

### Гидрография
На севере, востоке и западе мелиоративные каналы, соединённые с рекой Уборть (приток реки Припять).

## Транспортная сеть
Транспортные связи по местной, затем автомобильной дороге Дуброва — Лельчицы. Планировка состоит из меридиональной улицы, от которой на севере отходить небольшая улица на востоке и на юге — на запад. Застройка преимущественно односторонняя, дома деревянные, усадебного типа.

## История
Согласно письменным источникам известна с XVIII века как деревня в Мозырском повете Минского воеводства Великого княжества Литовского. После 2-го раздела Речи Посполитой (1793 год) в составе Российской империи. В 1795 году шляхетская собственность. В 1850 году во владении Вишневецкого. В 1879 году упоминается в числе селений Лельчицкого церковного прихода. В 1908 году в Лельчицкой волости. В 1930 году организован колхоз. Во время Великой Отечественной войны в ноябре 1942 года оккупанты полностью сожгли деревню и убили 3 жителей. Согласно переписи 1959 года в составе колхоза «Красный октябрь» (центр — деревня Дуброва).

## Население

### Численность
- 2004 год — 34 хозяйства, 63 жителя.

### Динамика
- 1795 год — 13 дворов.
- 1908 год — 28 дворов, 154 жителя.
- 1917 год — 48 дворов 199 жителей.
- 1940 год — 48 дворов, 288 жителей.
- 1959 год — 285 жителей (согласно переписи).
- 2004 год — 34 хозяйства, 63 жителя.